# Amt Forchheim

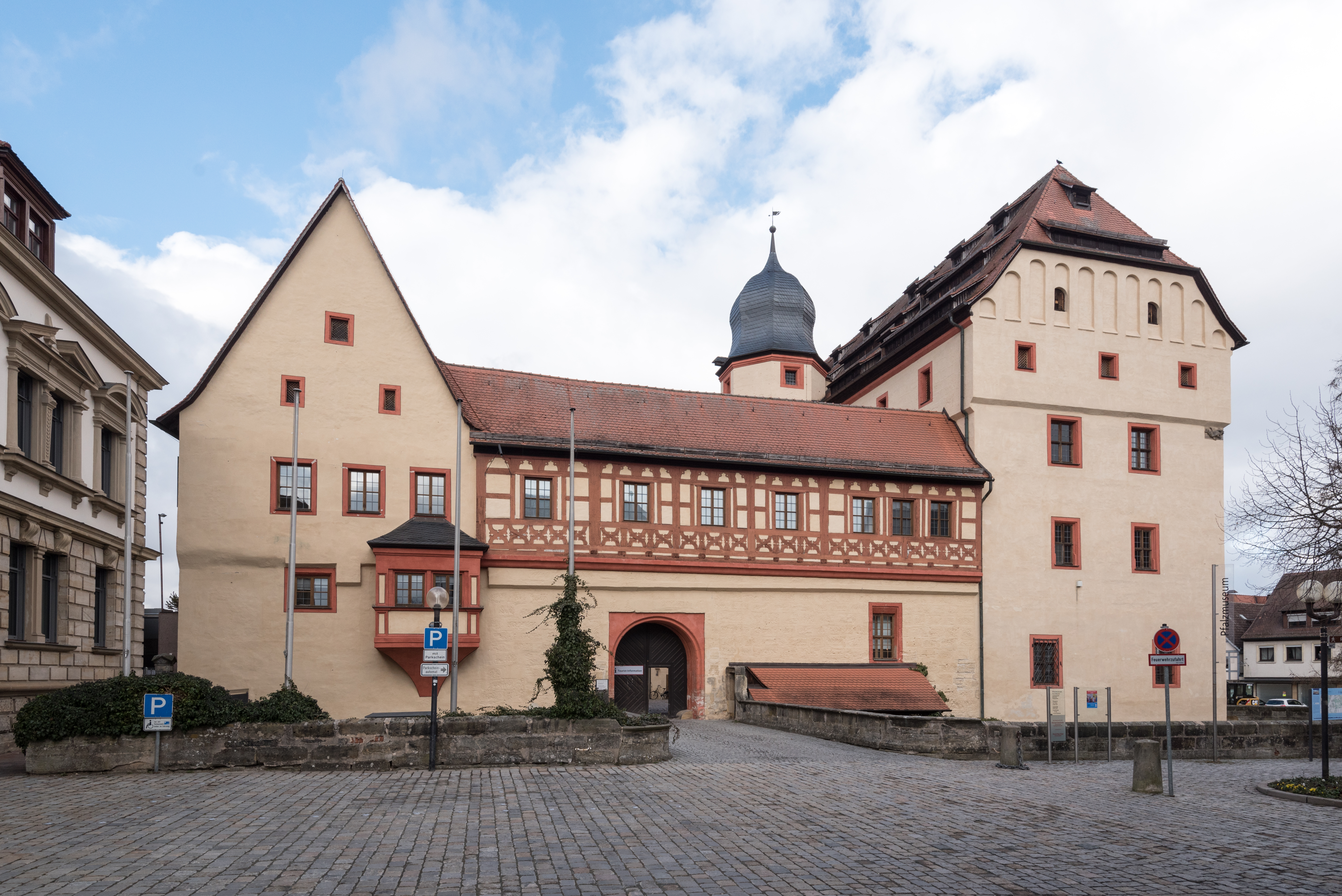
Die Burg Forchheim, der ehemalige Verwaltungssitz des Amtes Forchheim

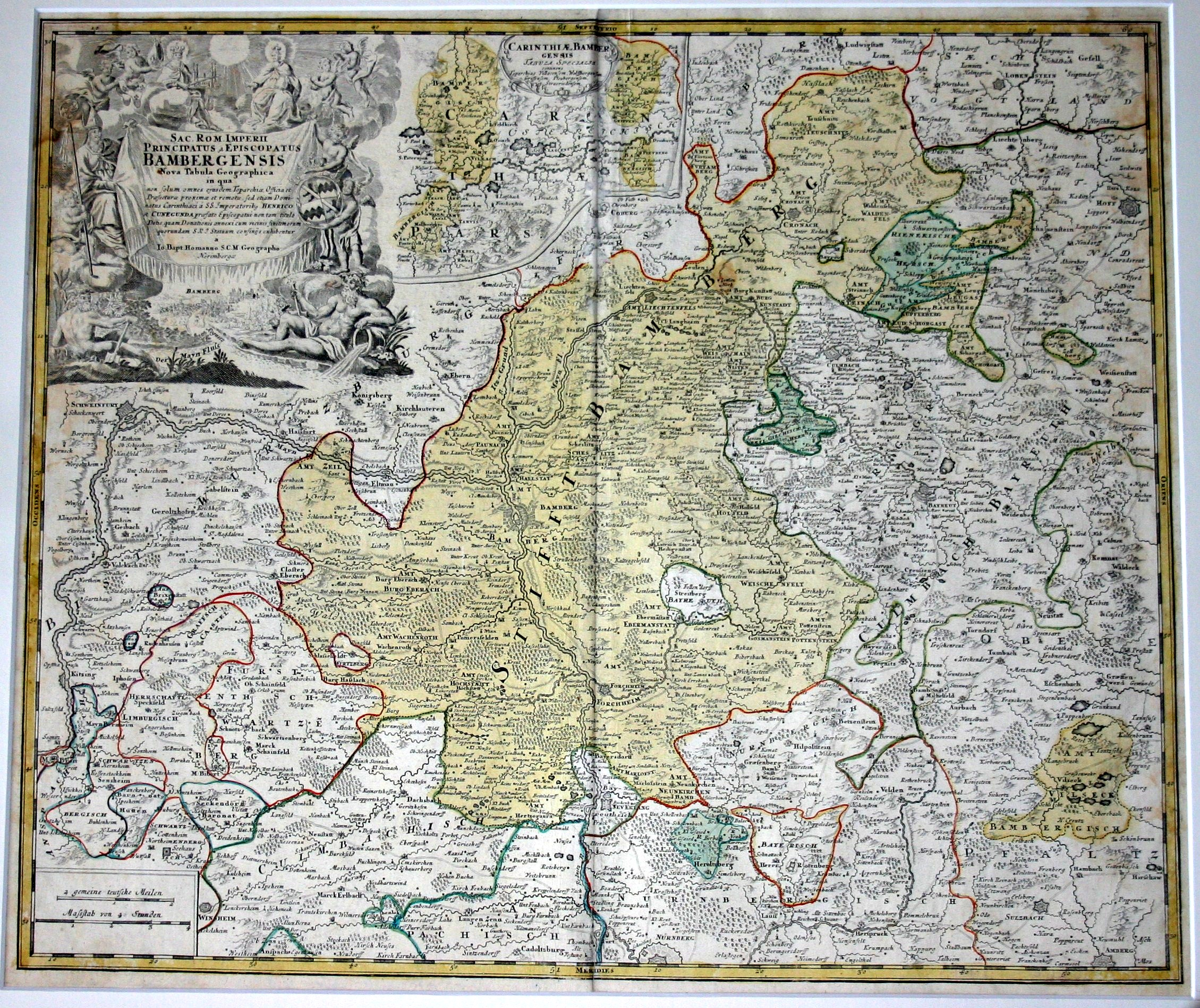
Das Territorium des Hochstiftes Bamberg

Das Amt Forchheim war ein Verwaltungsgebiet des Hochstiftes Bamberg, eines reichsunmittelbaren Territoriums im Heiligen Römischen Reich. Das dem Fränkischen Reichskreis zugeordnete Hochstift Bamberg war ein geistliches Fürstentum, das bis zum Beginn des 19. Jahrhunderts existierte.

## Geografie
Das im Südosten des Bamberger Herrschaftsgebietes gelegene Amt war von seiner räumlichen Ausdehnung her eines der größeren hochstiftischen Ämter und lag im Süden des bambergischen Kerngebietes. Seine bambergischen Nachbarterritorien waren das Amt Herzogenaurach im äußersten Südwesten, das Amt Bechhofen im Nordwesten, das Amt Eggolsheim im Norden, das Amt Ebermannstadt im Nordwesten, das Amt Regensberg und das Amt Neunkirchen im Süden. Im Südwesten lag das zum Unterland des Fürstentums Bayreuth gehörende Oberamt Baiersdorf und im Südosten das Pflegamt Hiltpoltstein, das einen Teil des Landgebietes der Reichsstadt Nürnberg bildete. An der Peripherie und innerhalb des Amtsgebietes lagen zudem einige reichsunmittelbare Adelsterritorien, die dem Kanton Gebirg des Fränkischen Ritterkreises angehörten.

## Geschichte
Im bambergischen Urbar A von 1323/27 wurde Forchheim „officium judicum et zenta“ genannt und im Urbar B von 1348 wird es als „officium Castrum Reuth“ bezeichnet.

## Struktur
Die Verwaltung bestand aus einem Oberamt, einem Vogteiamt, einem Steueramt, einem Kastenamt und einem Centamt.

### Amtssitz
Der Sitz der Verwaltung des Amtes befand sich in Forchheim.

### Amtspersonal
Die nominelle Spitze der Amtsleitung bildete ein Oberamtmann, der zugleich die Funktion des Stadtschultheißen von Forchheim innehatte. Dieser übte in seiner Funktion als Oberamtmann allerdings nur repräsentative Tätigkeiten aus, die tatsächlichen Machtbefugnisse befanden sich in der Hand des Cent- und Stadtrichters des Centamtes Forchheim. Weitere Angehörige des Amtspersonals waren unter anderem ein fürstlicher Kastner, ein Hauptzöllner, ein Ungeldschreiber, ein Steuereinnehmer und ein Forstmeister.

### Oberamt
Das Oberamt Forchheim war eine Mittelbehörde des Hochstiftes. Im Gegensatz zu anderen bambergischen Ämtern war mit dem Oberamt jedoch auch eine praktische Rolle verbunden, denn der Forchheimer Oberamtmann übte alle landeshoheitlichen Rechte des Fürstbischofs aus.

### Vogteiamt
Das Vogteiamt Forchheim war eines der 54 Vogteiämter des Hochstifts Bamberg. Der Vogteibezirk des Forchheimer Amtes umfasste folgende Dorfmarkungen und Ortschaften, in denen die Dorf- und Gemeindeherrschaft (DGH) bzw. die Vogtei ausgeübt wurde:
Burk, Dobenreuth, Elsenberg, Ermreus, Forchheim, Gaiganz (Ausübung der DGH strittig mit der Reichsstadt Nürnberg), Gosberg, Hausen (gemeinsame Ausübung der DGH mit dem brandenburg-bayreuthischen Oberamt Baiersdorf), Kersbach, Kirchehrenbach, Leutenbach, Mittelehrenbach, Mittlerweilersbach, Niedermirsberg, Oberehrenbach, Oberweilersbach, Oesdorf, Ortspitz (Ausübung der DGH strittig mit dem bambergischen Mediat Sankt-Egidienspital), Pinzberg, Poppendorf, Poppendorf, Poxstall, Reifenberg, Reuth, Rüssenbach (nur der südwestlich des Neuseser Bach gelegene Ortsteil), Schlaifhausen, Seidmar, Serlbach, Sigritzau, und Unterweilersbach.

### Centamt
Das Centamt Forchheim war eines der 29 Centämter des Hochstiftes Bamberg. Sein Hochgerichtsbezirk umfasste folgende Dorfmarkungen und Ortschaften, in denen die Hochgerichtsbarkeit ausgeübt wurde:
Burk, Dietzhof (Ausübung der DGH durch das Gemeingeschlecht der Freiherrn von Egloffstein), Dobenreuth, Elsenberg, Ermreus, Forchheim, Gaiganz, Gosberg, Hausen (gemeinsame Ausübung der Hochgerichtsbarkeit mit dem brandenburg-bayreuthischen Oberamt Baiersdorf), Hemhofen (mit Limitierter Cent und Ausübung der DGH durch die Adelsfamilie der Winkler von Mohrenfels), Heroldsbach (mit Limitierter Cent und Ausübung der DGH durch die Adelsfamilie der Horneck von Weinheim), Kersbach, Kirchehrenbach, Kunreuth (mit Limitierter Cent und Ausübung der DGH durch die Adelsfamilie der Freiherrn von Egloffstein-Kunreuth), Leutenbach, Mittelehrenbach, Mittlerweilersbach, Niedermirsberg, Oberehrenbach, Oberweilersbach, Oesdorf, Ortspitz, Pinzberg, Poppendorf, Poxstall, Reifenberg, Reuth, Rüssenbach (nur der südwestlich des Neuseser Bach gelegene Ortsteil), Schlaifhausen, Schlammersdorf (alternierende Ausübung der DGH durch das bambergische Amt Bechhofen und die Grafen von Schönborn-Hallerndorf), Seidmar, Serlbach, Sigritzau, Thurn (mit Limitierter Cent und Ausübung der DGH durch die Adelsfamilie der Winkler von Mohrenfels), Unterweilersbach, Weingarts (gemeinsame Ausübung der DGH durch das bambergische Amt Regensberg und die Freiherrn von Egloffstein-Kunreuth), Wiesendorf (Ausübung der DGH durch das bambergische Amt Schlüsselau), Wiesenthau (mit Limitierter Cent und Ausübung der DGH durch die Freiherrn von Wiesenthau), Willersdorf (Ausübung der DGH durch das bambergische Amt Schlüsselau), Wimmelbach (Ausübung der DGH durch die Adelsfamilie der Winkler von Mohrenfels), Wunderburg (abgegangene Einöde bei Ermreus; Ausübung der Vogtei durch die Freiherrn von Wiesenthau) und Zeckern (mit Limitierter Cent und Ausübung der DGH durch die Adelsfamilie der Winkler von Mohrenfels).

### Steueramt
Das Steueramt Forchheim war eines der 46 Steuerämter des Hochstiftes Bamberg. Der räumliche Wirkungsbereich des Steueramtes war deckungsgleich mit dem des Forchheimer Vogteiamtes.
Die wirtschaftliche Bedeutung des Amtes für das Hochstift Bamberg war relativ hoch. Es gehörte zu den fünf Ämtern mit dem höchsten Wirtschaftsertrag und wurde daher zum Ende des 17. Jahrhunderts als Amt III. Klasse (von 5) geführt. Die Steuererträge des Steueramtes betrugen im Durchschnitt in der Amtszeit von Peter Philipp von Dernbach (1672–1683) 6229 und in der Amtszeit von Marquard Sebastian Schenk von Stauffenberg (1683–1693) 4279 fränkische Gulden pro Jahr (bei einem Gesamtdurchschnitt aller Ämter von 2290 bzw. 1943 fränkischer Gulden).

### Kastenamt
Das Kastenamt Neunkirchen war eines der 24 Kastenämter des Hochstiftes Bamberg.

## Persönlichkeiten

### Oberamtmänner
- Karl Phillip Ignatz von Munster[52]

### Centrichter
- Johann Joseph Ellemann[52]

### Kastner
- Andreas Gumbmann[52]